# 金蔵山古墳

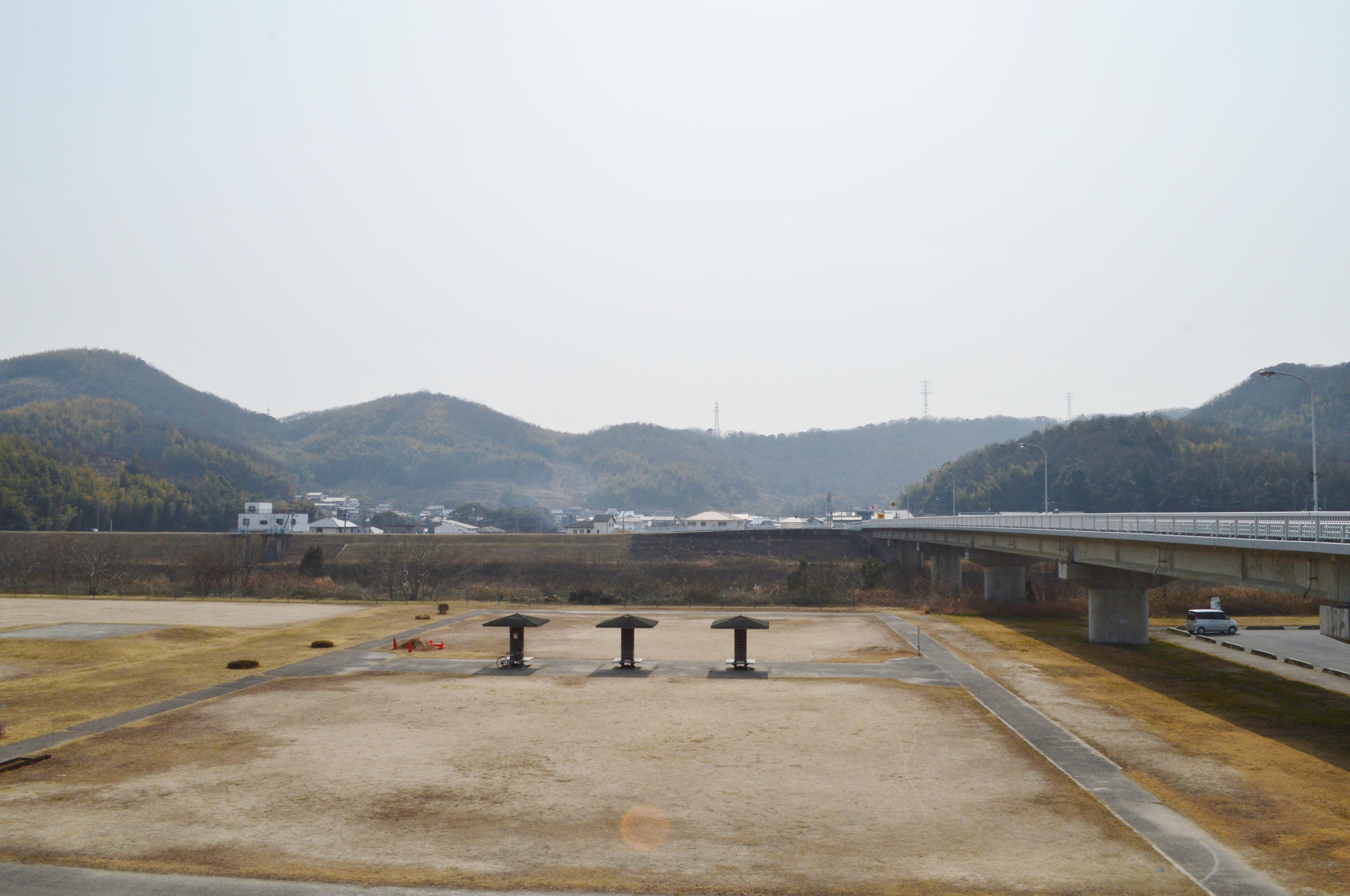
操山（北方より）左2番目の山頂に金蔵山古墳が所在する。手前は百間川。

金蔵山古墳（かなくらやまこふん）は、岡山県岡山市中区円山にある古墳。形状は前方後円墳。操山古墳群を構成する古墳の1つ。史跡指定はされていない。
岡山県では第4位の規模の古墳で、4世紀後半-5世紀初頭（古墳時代前期-中期）頃の築造と推定される。

## 概要
岡山県南部、岡山市街地中心部から東方の独立山塊である操山山塊において、ほぼ中央の金蔵山（標高100メートル）山頂に築造された大型前方後円墳である。1953年（昭和28年）に石室が調査され副葬品が出土しているほか、2000年度（平成12年度）以降に墳丘調査が実施されている。
墳形は前方後円形で、前方部を北方向に向ける。墳丘は後円部で3段築成、前方部で2段築成。墳丘長は165メートルを測り、岡山県では第4位の規模になる。墳丘外表では各段の円筒埴輪列のほか、形象埴輪、葺石が認められる。また墳丘くびれ部には、西側に造出、東側に島状遺構を付す。埋葬施設は2基の竪穴式石室（中央石室・南石室）で、いずれも埴輪方形区画中に構築され、特に中央石室は副葬品埋納用の副室を伴う。中央石室主室・南石室は盗掘に遭っているが、調査において多くの副葬品が出土している。
築造時期は、古墳時代前期-中期の4世紀後半-5世紀初頭頃と推定される。造山古墳が築造されるまでは中国・四国・九州地方で最大規模であり、墳丘規模・豊富な副葬品の点で吉備地方の代表的古墳の1つであるとともに、内容が明らかとなった大型古墳である点でも重要視される古墳になる。

## 遺跡歴
- 1884年（明治17年）、古墳の一部の発掘。以後も発掘され多くの出土品が出土[1][2]。
- 1953年（昭和28年）、発掘調査（倉敷考古館、1959年に報告書刊行）[3][2]。
- 2000年度（平成12年度）、後円部墳端の調査（岡山市埋蔵文化財センター、2008年に報告書刊行）[3]。
- 2014年度（平成26年度）以降、範囲確認調査（岡山市埋蔵文化財センター、2019・2024年に報告書刊行）[6][7][8][2]。

## 墳丘
墳丘の規模は次の通り。
- 墳丘長：165メートル
- 後円部 - 3段築成。
  - 直径：110メートル
  - 高さ：18メートル
- 前方部 - 2段築成。
  - 幅：72メートル
  - 高さ：15.5メートル

墳丘の西くびれ部には造出、東くびれ部には島状遺構を伴う。これらの発掘調査では、円筒埴輪・朝顔形埴輪とともに祭祀空間を表現した家形・柵形・囲形埴輪などが検出されている。

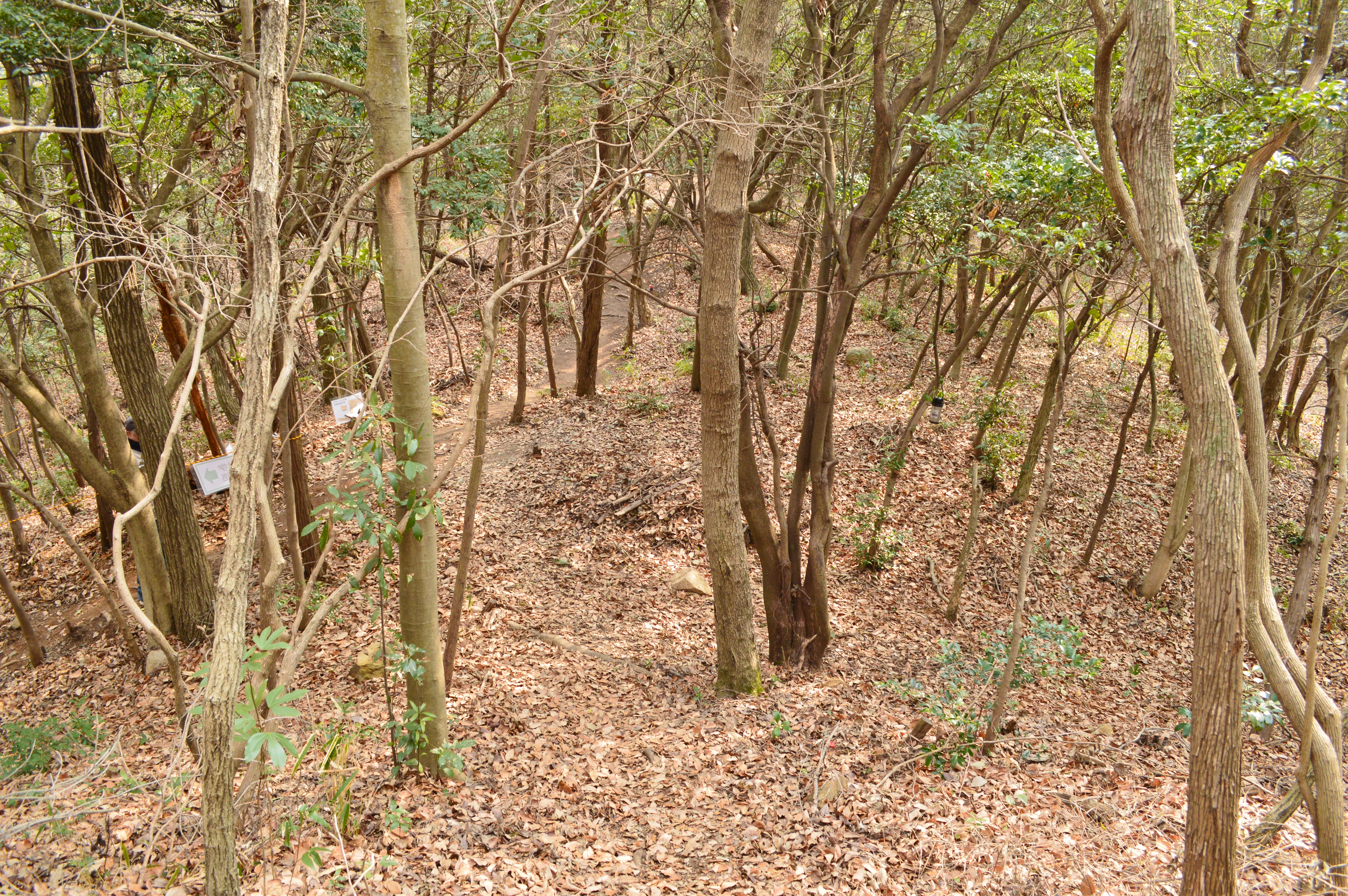
前方部から後円部を望む
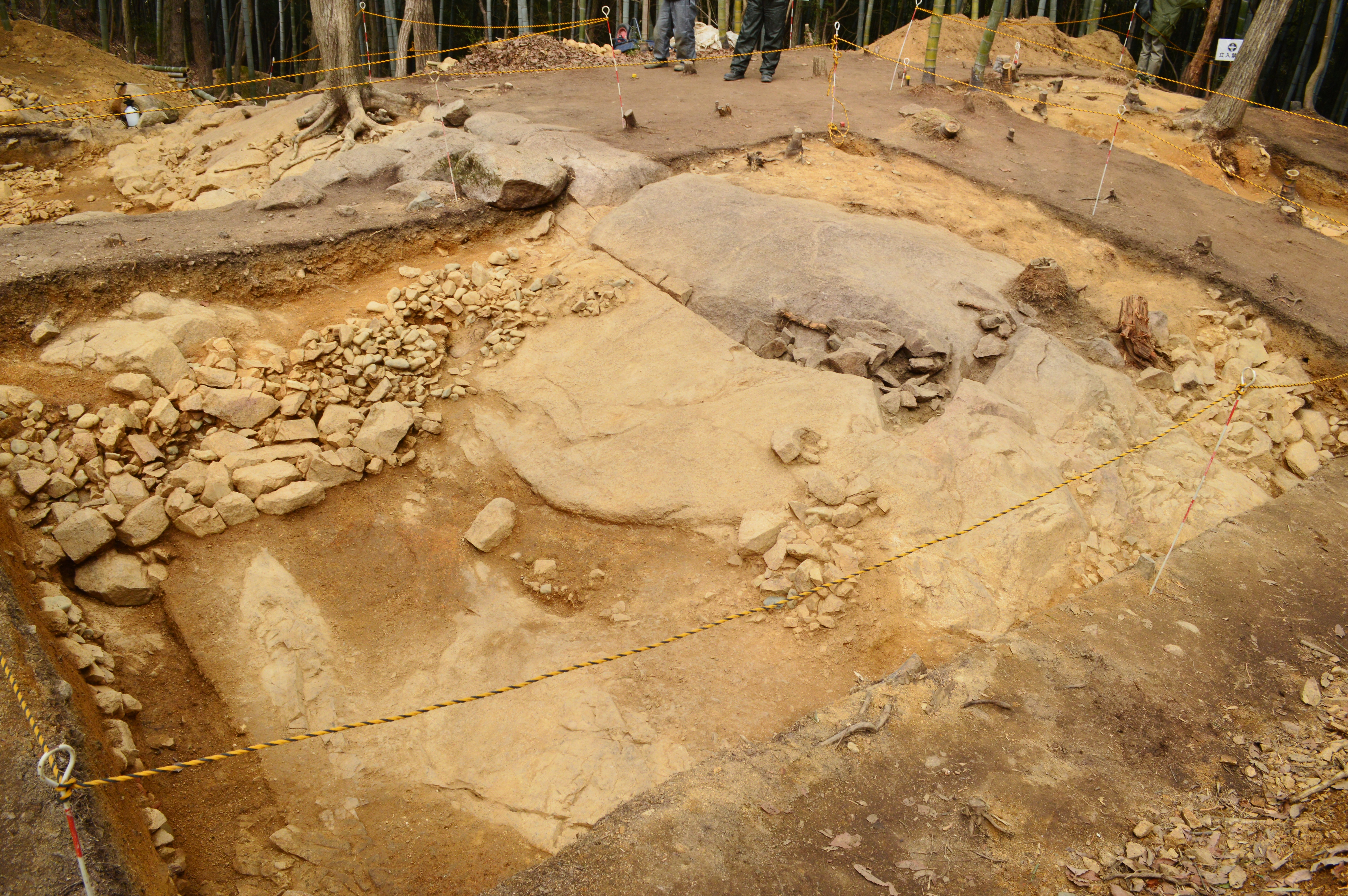
東島状遺構 左に墳丘と接続する土橋。2018年調査時。
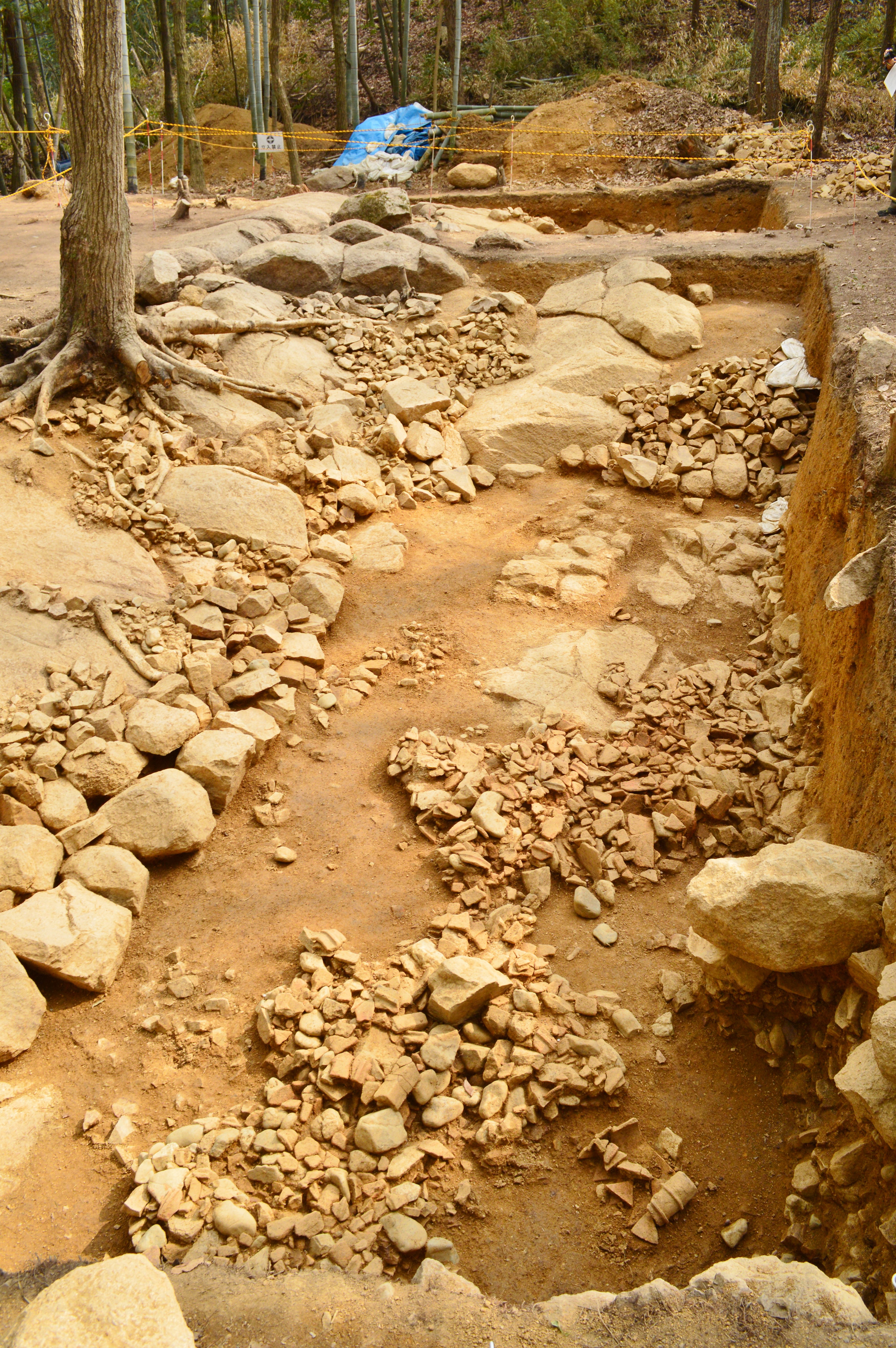
東島状遺構 左に島状遺構、右に墳丘、中央上に土橋。右下の柵状埴輪をはじめ多くの埴輪が出土した。2018年調査時。
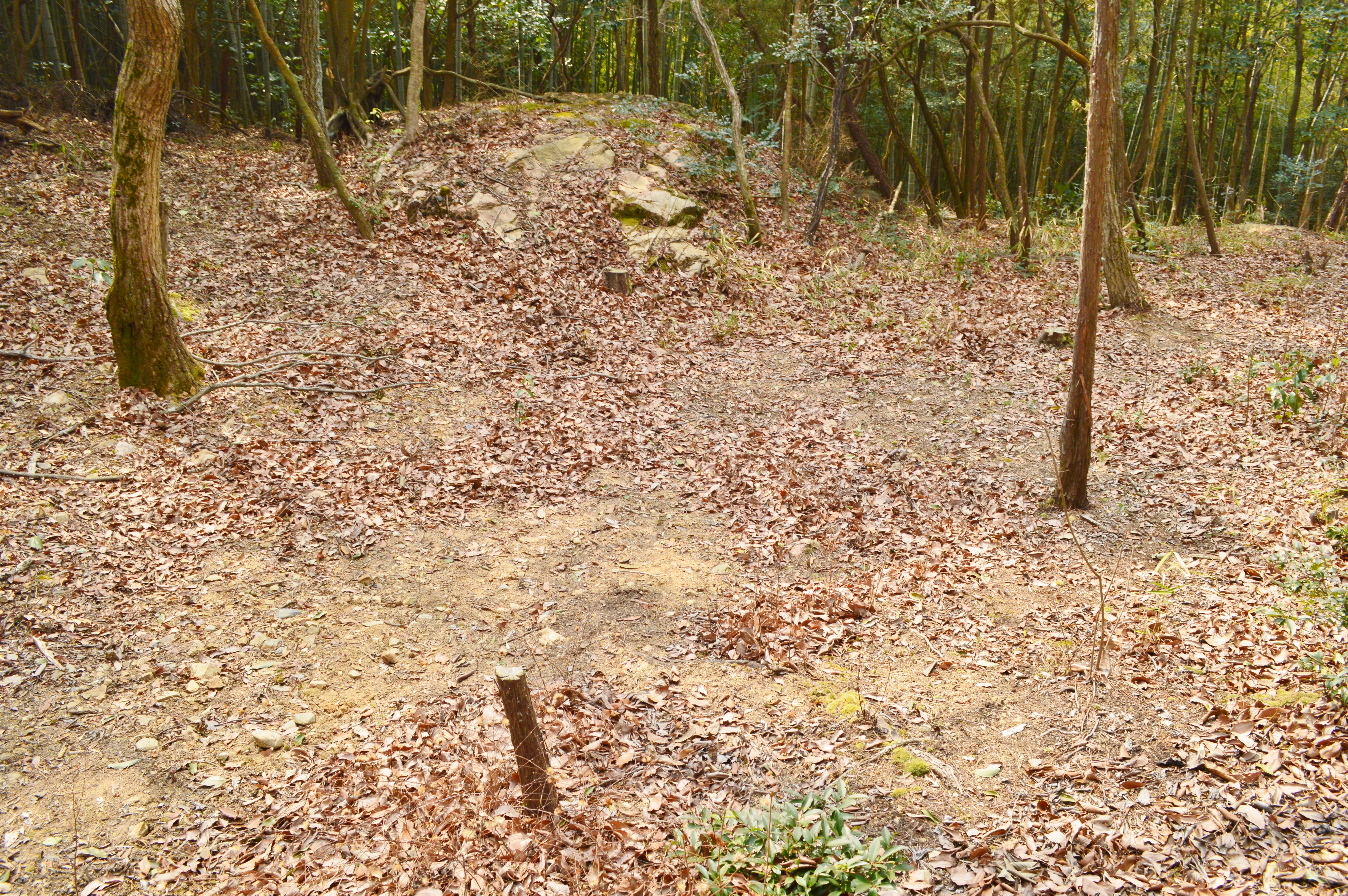
西造出
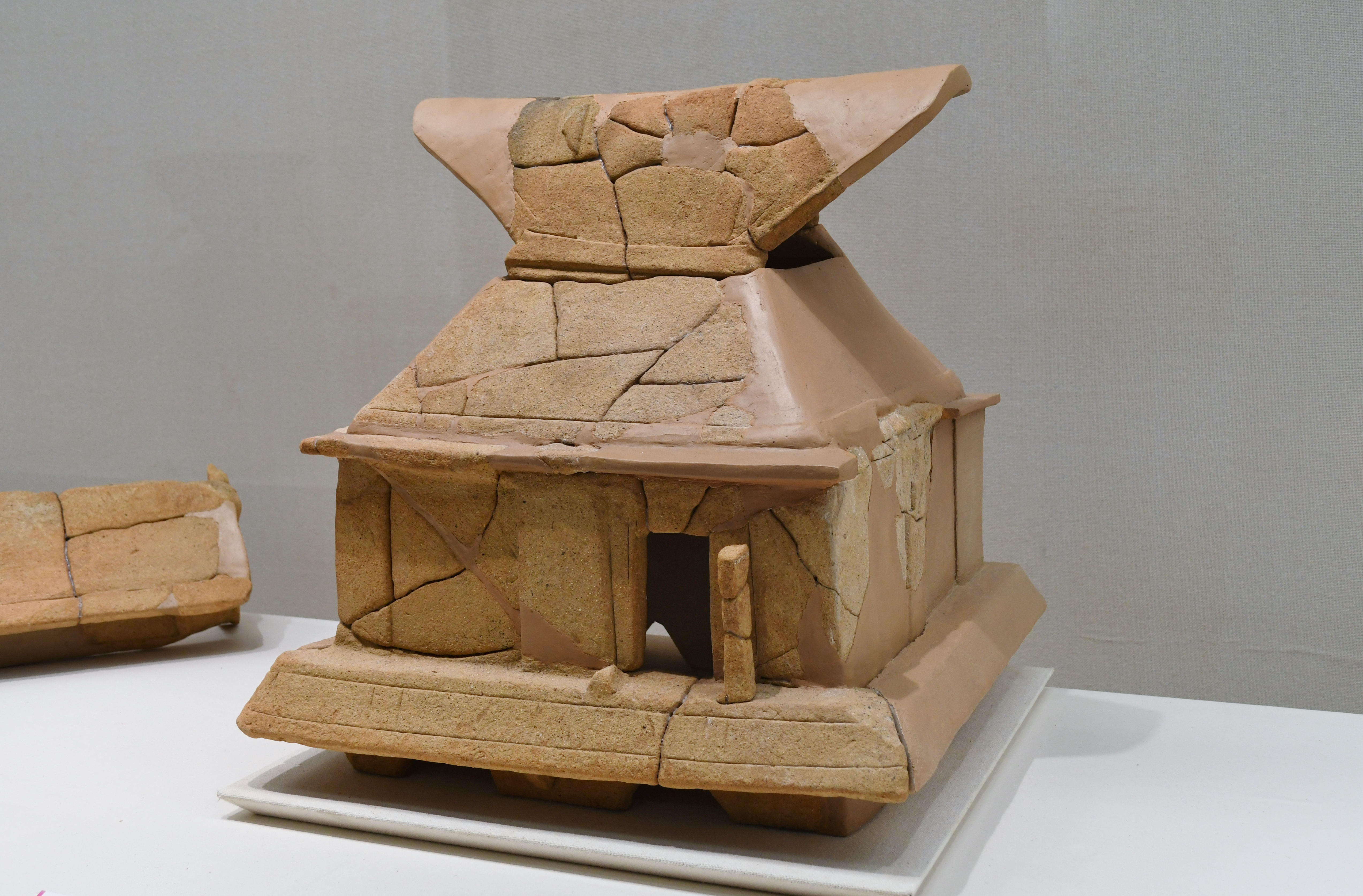
建物形埴輪 岡山シティミュージアム企画展示時に撮影。
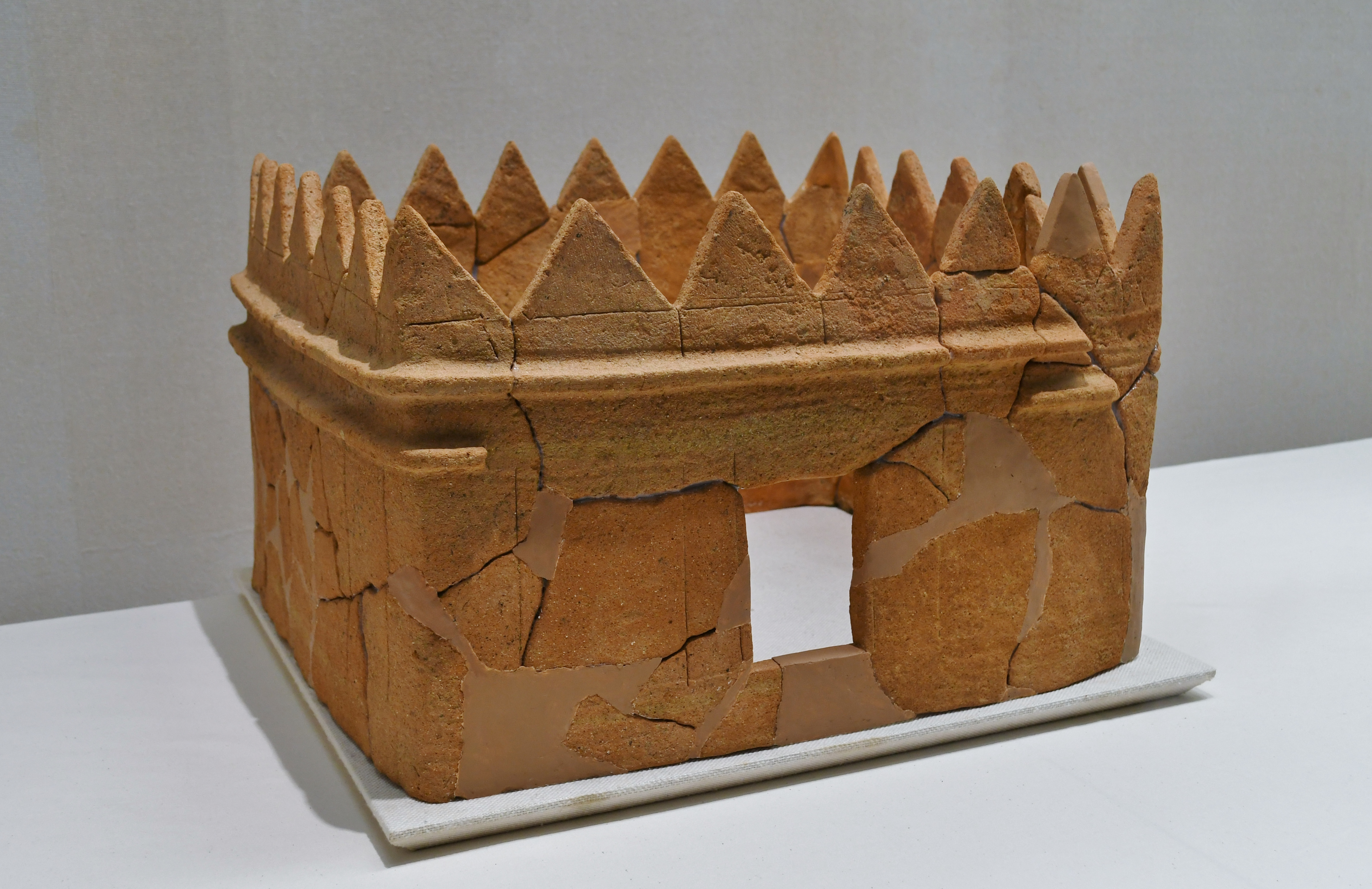
囲形埴輪 岡山シティミュージアム企画展示時に撮影。
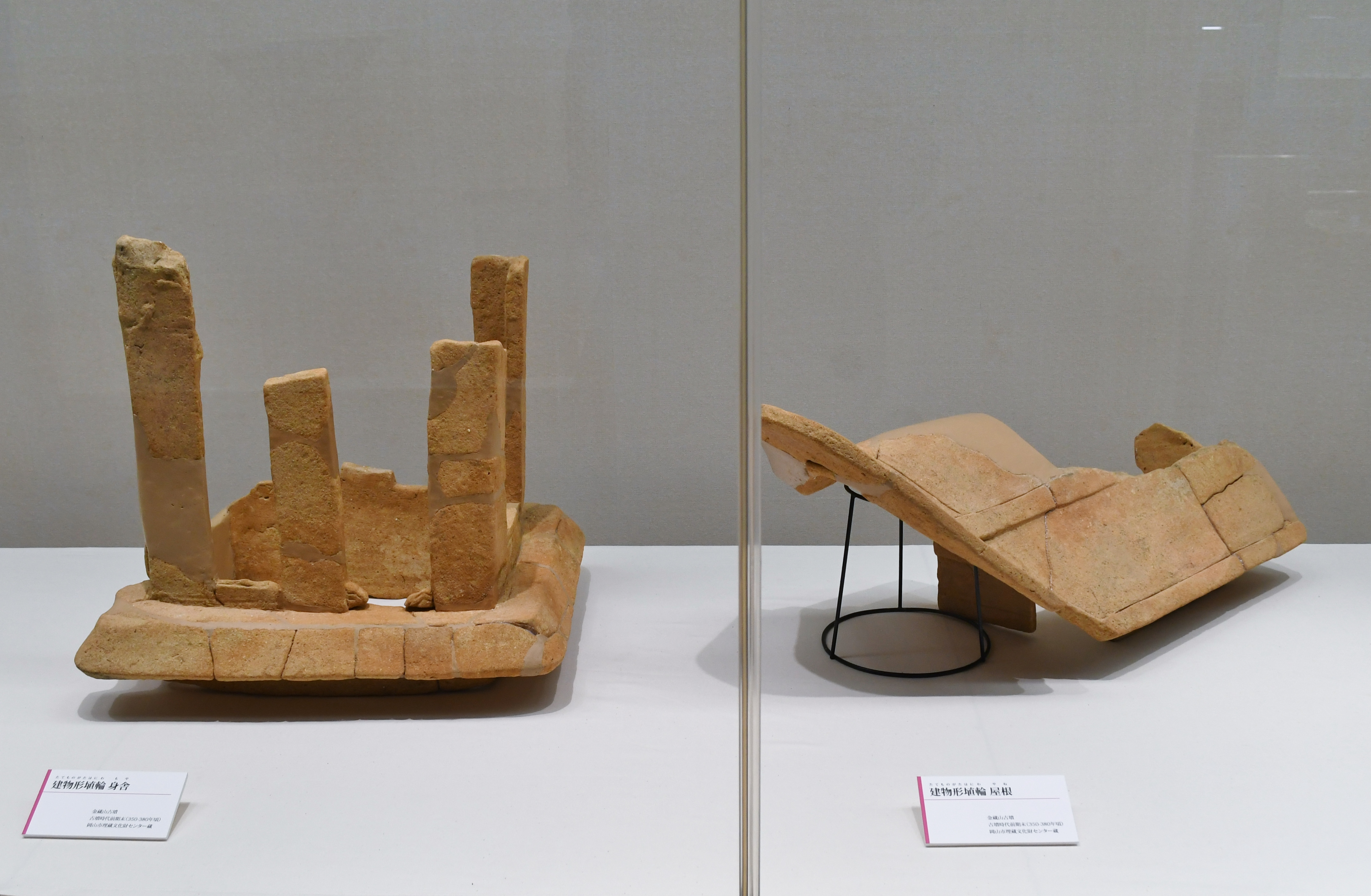
建物形埴輪 岡山シティミュージアム企画展示時に撮影。
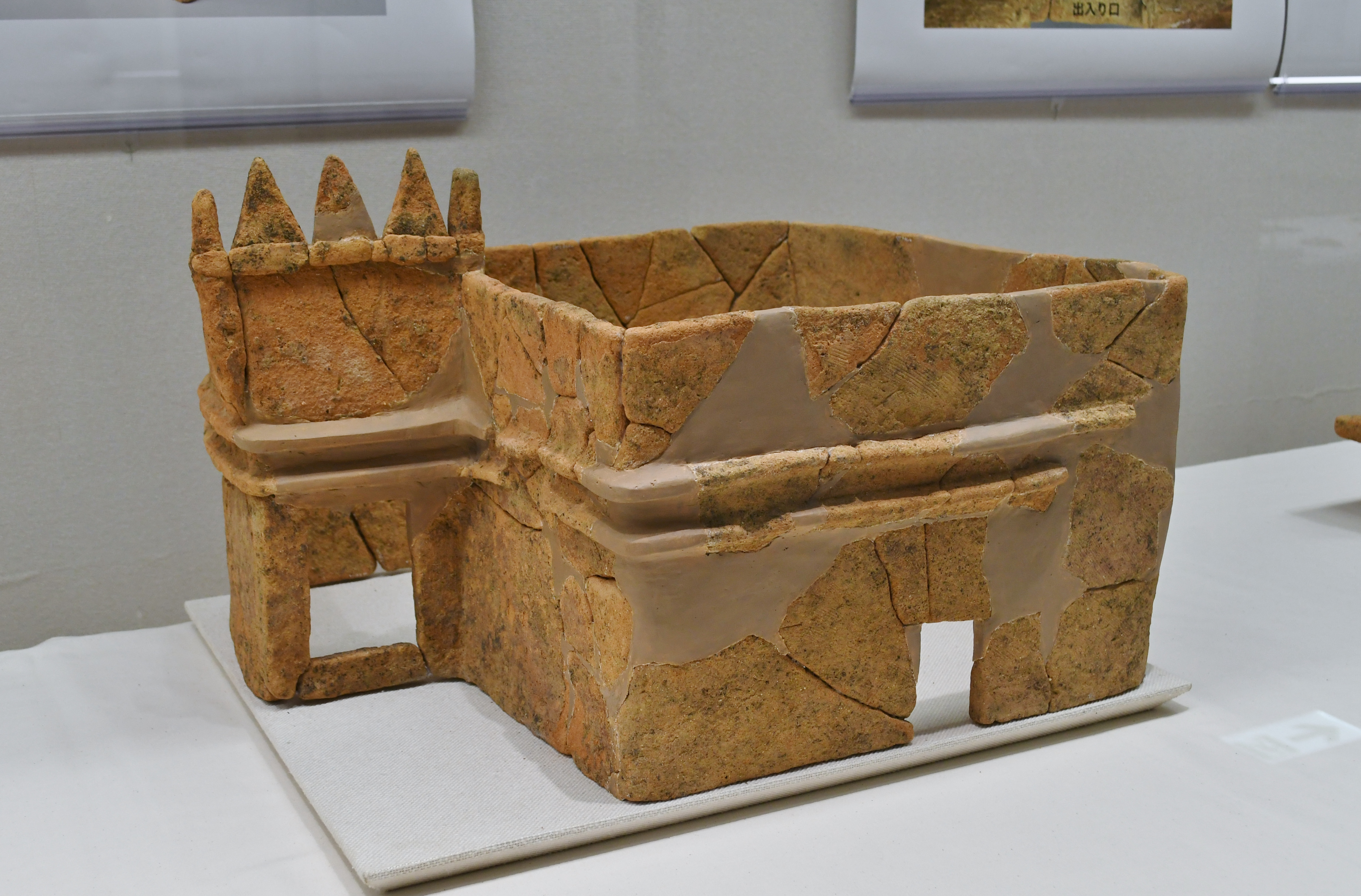
囲形埴輪 岡山シティミュージアム企画展示時に撮影。
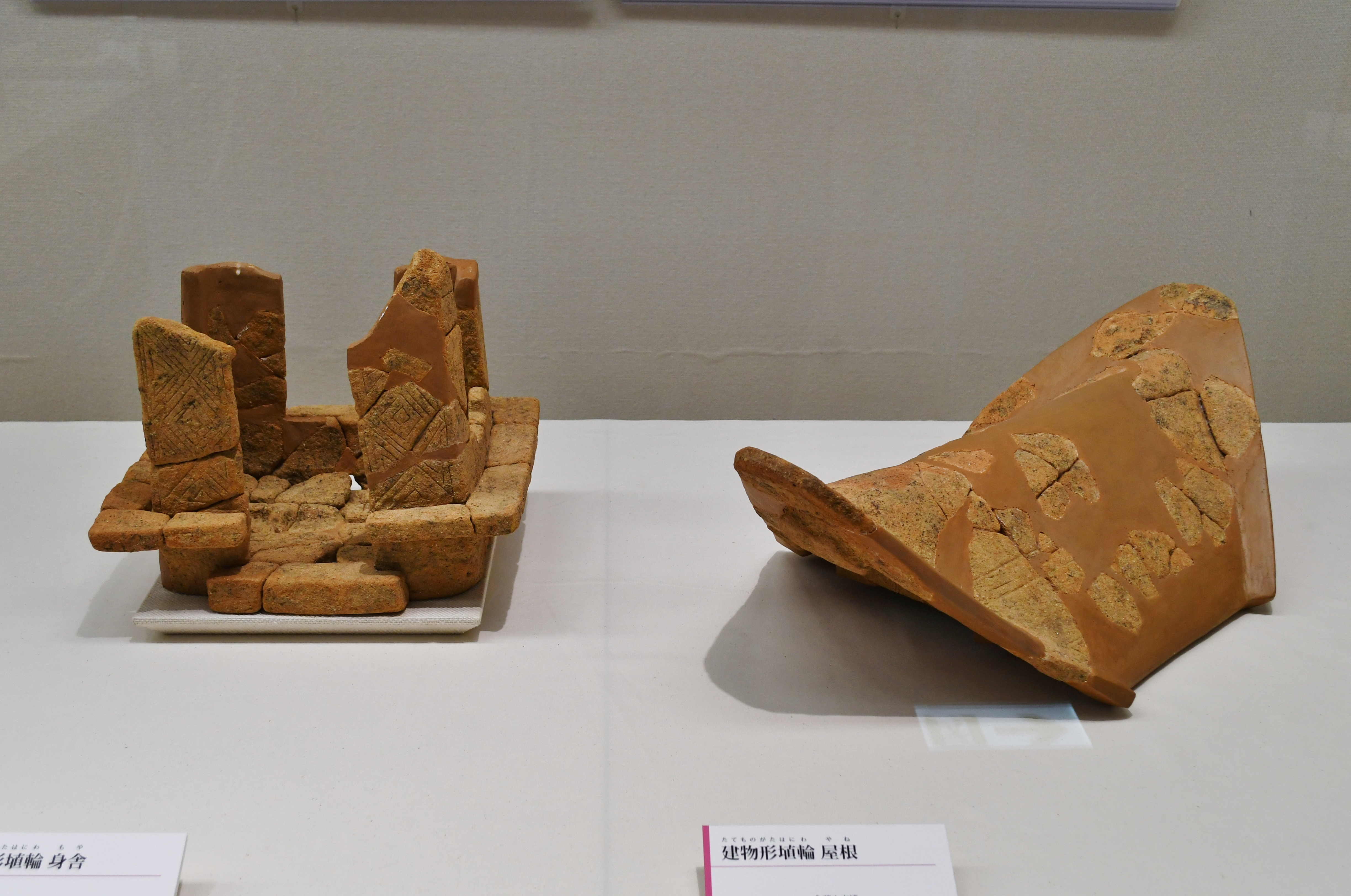
建物形埴輪 岡山シティミュージアム企画展示時に撮影。
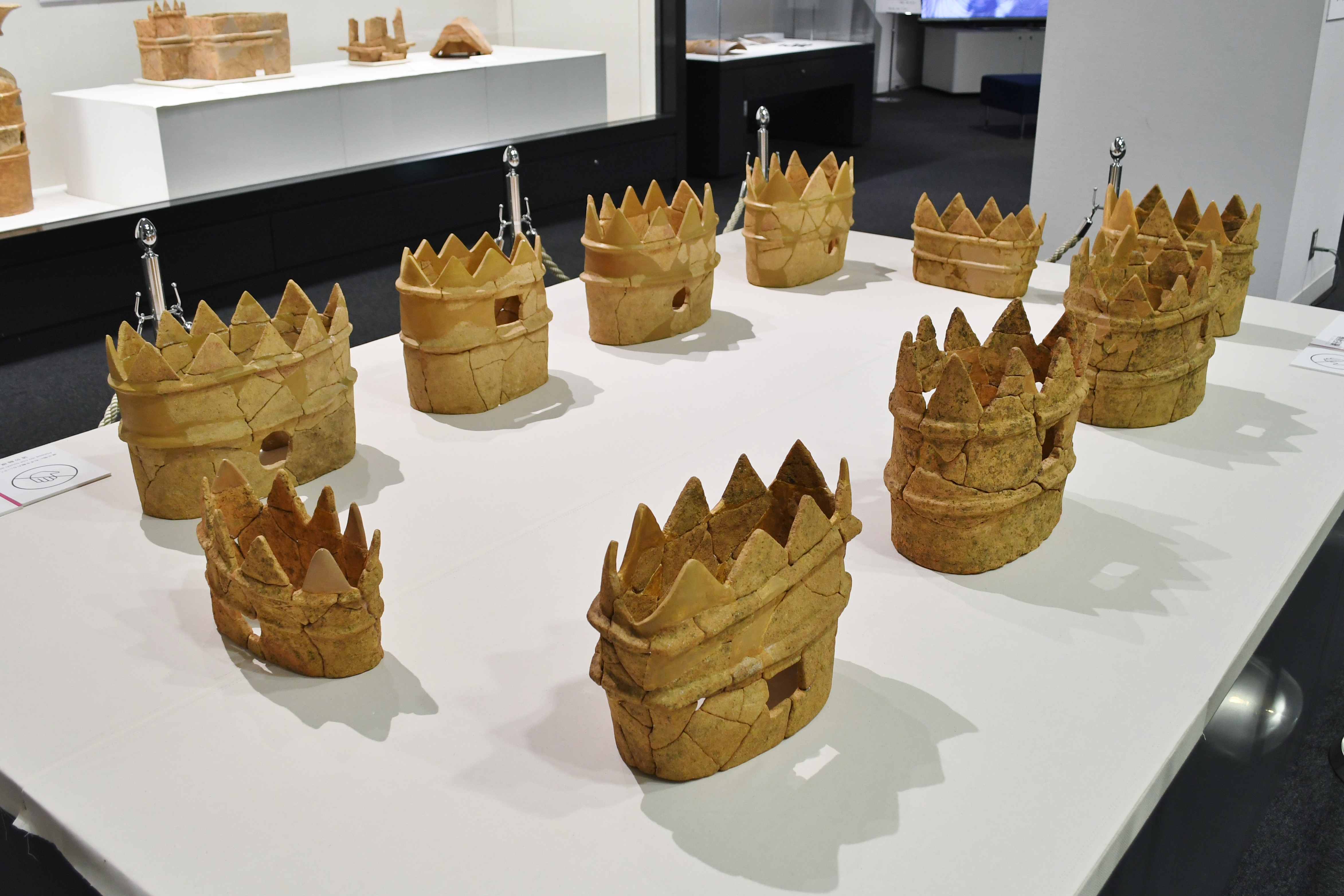
柵形埴輪 岡山シティミュージアム企画展示時に撮影。
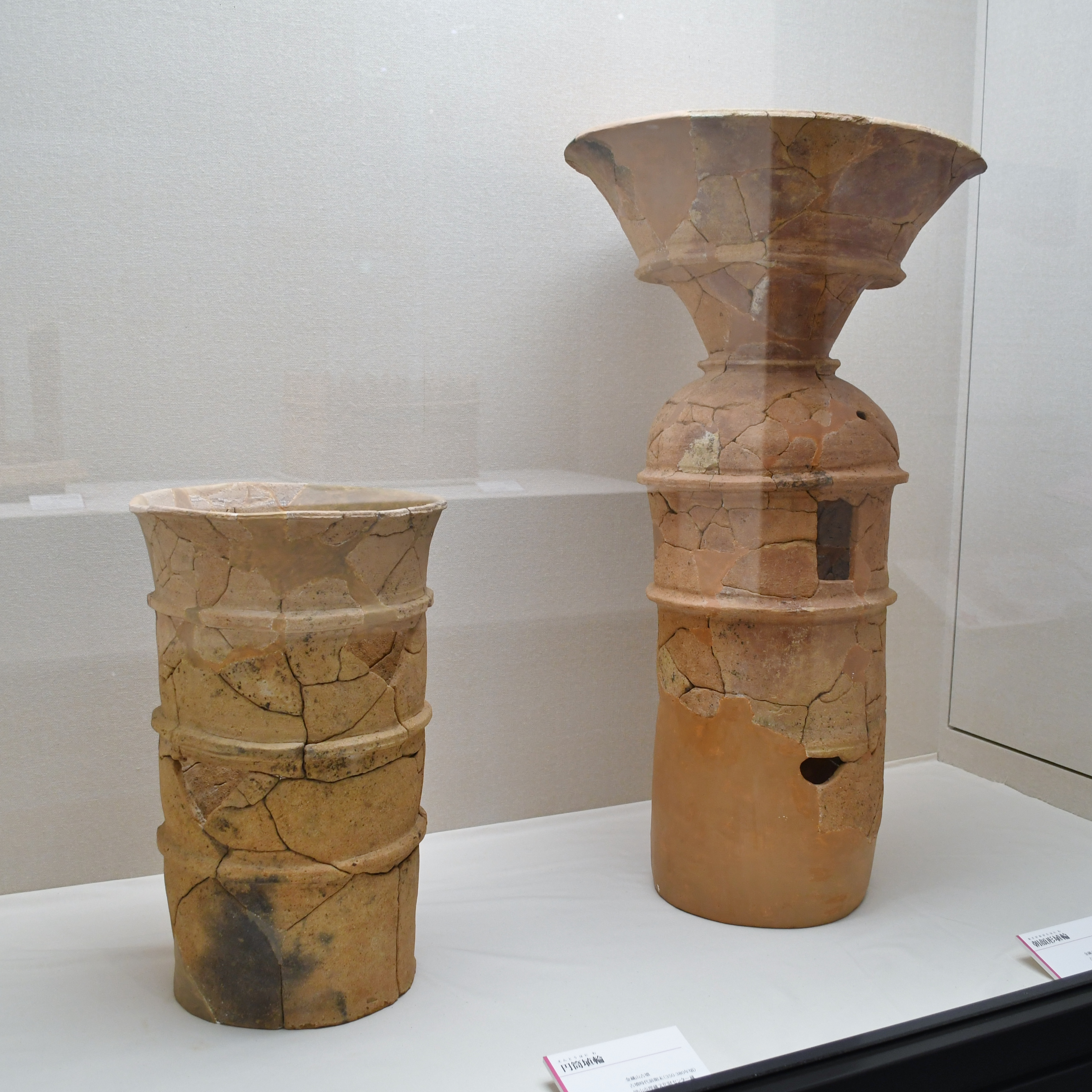
円筒埴輪・朝顔形埴輪 岡山シティミュージアム企画展示時に撮影。
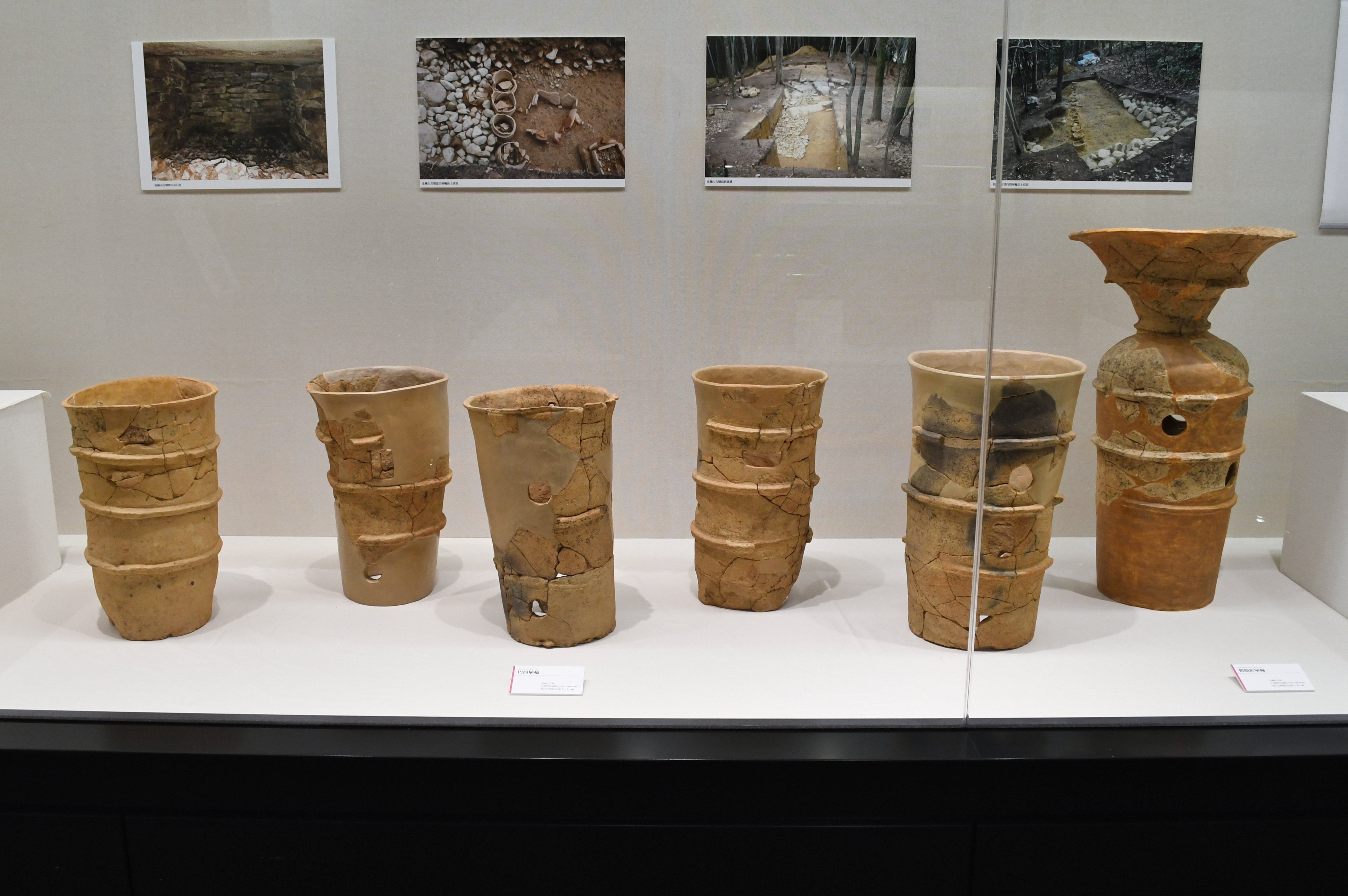
円筒埴輪・朝顔形埴輪 岡山シティミュージアム企画展示時に撮影。

## 埋葬施設

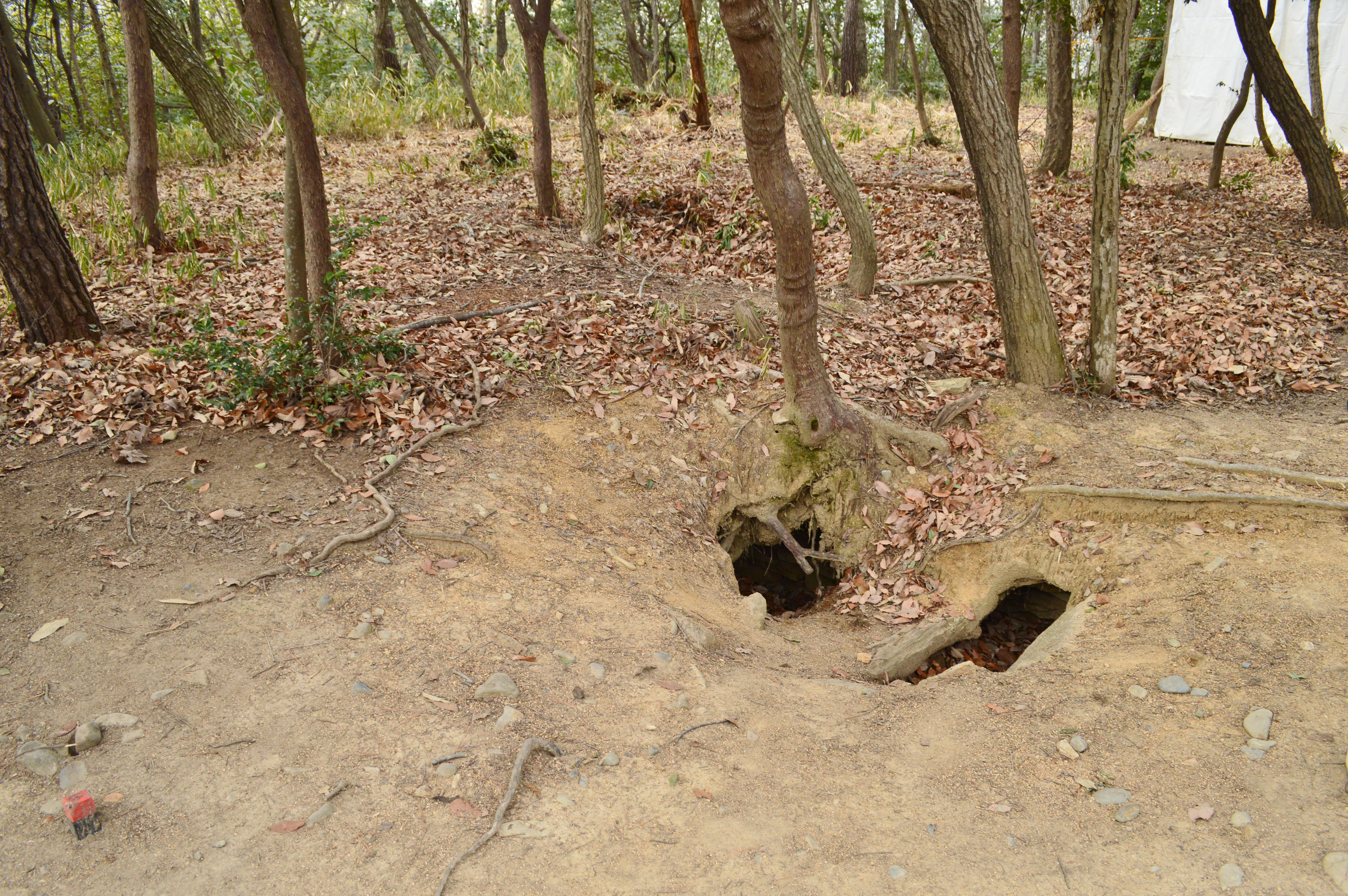
後円部墳頂手前に南石室開口部。右上に中央石室主室が所在。

埋葬施設としては、後円部墳頂において竪穴式石室2基の構築が認められている。1基は後円部中央に（中央石室）、もう1基はその南側に位置し（南石室）、特に中央石室は副葬品埋納用の副室を伴う。中央石室・南石室はいずれも墳丘主軸に直交する向きに構築され、周囲には埴輪方形区画が設けられる。区画の埴輪には、円筒埴輪のほか、形象埴輪として盾形・靫形・短甲形・草摺形・蓋形・高坏形・家形・鶏形・水鳥形埴輪がある。各石室の詳細は次の通り。
中央石室（主室）
後円部中央、東西10メートル・南北7メートルの墓壙に構築され、墓壙底には排水のための砂利を敷く。石室は石英粗面岩の板石の小口積みにより、長さ6.1メートル・東端幅1.3メートル・西端幅1.15メートル・深さ0.80メートルを測り、壁面にはベンガラが塗布される。石室内では粘土床に割竹形木棺が据えられ、粘土床の下部には排水溝を設ける。この石室は盗掘に遭っているが、調査において少数の副葬品が出土している（後述：以下同様）。
中央石室副室
主室の東側において、主室に連続する形で設けられる。南北1.6メートル・東西0.75メートル・深さ0.80メートルを測る。この副室は調査時点で完存しており、石室内には埴輪盒4個が置かれ、盒内を大半として盒内外から多くの副葬品が出土している。
南石室
中央石室の南側、東西約12メートル・南北3.9メートルの墓壙に構築される。石室は石英粗面岩の割石の小口積みにより、長さ7.2メートル・東端幅1.35メートル・深さ約0.85メートルを測り、花崗岩の天井石7枚で覆われる。この石室は盗掘に遭っているが、調査において変形二神四獣鏡をはじめとする多くの副葬品が出土している。
なお前方部でも形象埴輪が検出されているため、前方部にも埋葬施設が存在する可能性が指摘される。

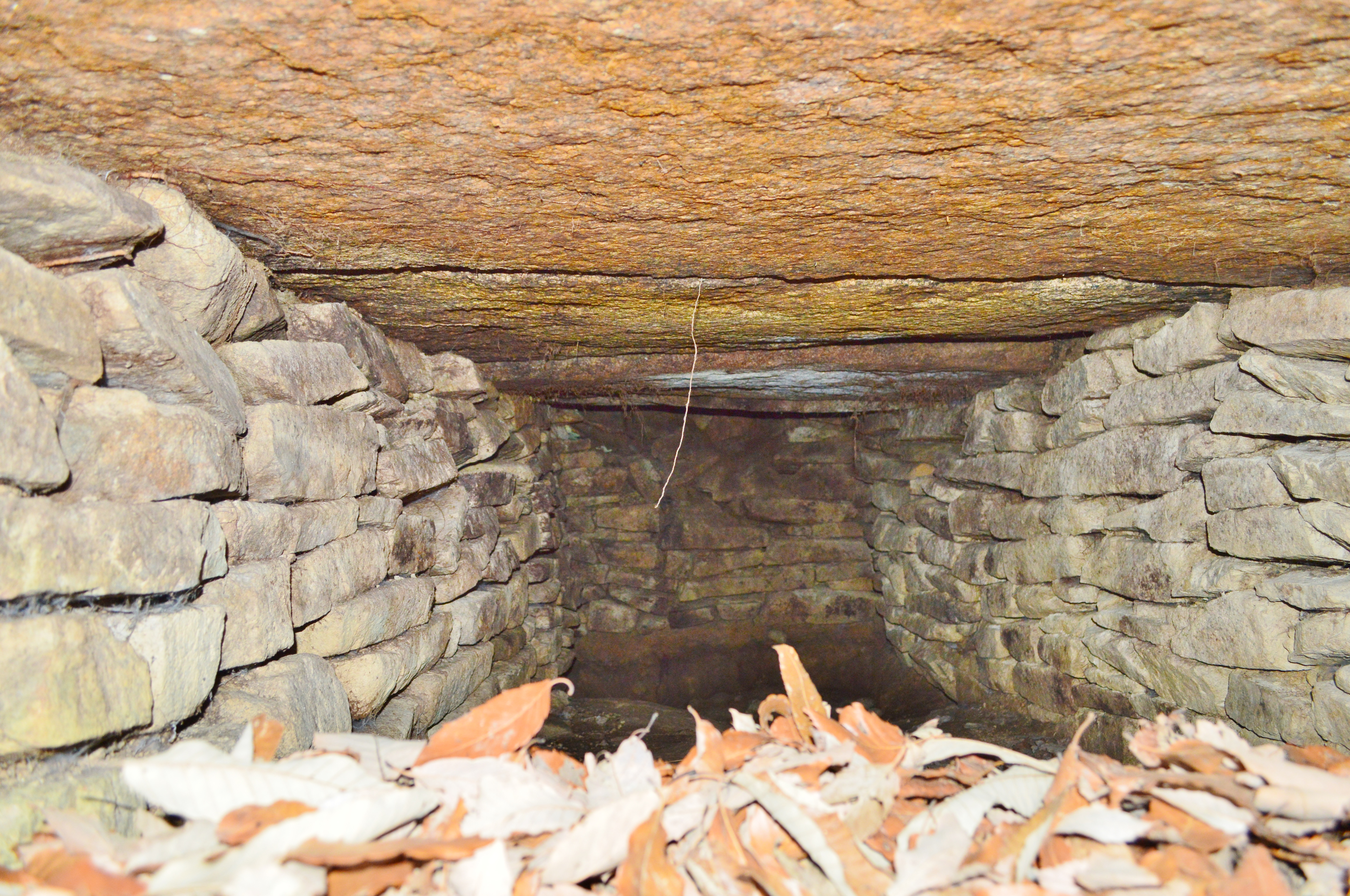
南石室内部

## 出土品
古墳からの主な出土品は次の通り。
| 中央石室主室 | 中央石室副室 | 南石室 | 石室外                                                         |
| --- | --- | --- | -------------------------------------------------------------- |
| 碧玉製管玉 15 硬玉製棗玉 1 漆製品残片 筒形銅器 1 鏃形石片 筒形石製品片 鉄剣破片 鉄刀 2口分 鉾 1 鉄鏃 20以上 鏃形鉄片 小形刀子 1 鉇 5 排水施設出土 短甲片 | 埴輪盒内出土 鑿 48 錐 42 鉇 25 鋸 9 小形刀子 8 鉄斧 2 手斧 9 鋳造鉄斧 5 銛 8 鍬先 8 手鎌 30 鎌 19 鉾 2 針 約30 筒形銅器 1 碧玉製釧形品 1 埴輪盒外出土 鉄鏃 43 小形刀子 10 櫛 40以上 銛 4 ヤス 約10 鈎針 4 | 変形二神四獣鏡 1 碧玉製管玉 35 琥珀製丸玉 9 滑石製勾玉 72 鉄剣 2以上 鉄刀 2以上 鉄鏃 36 鑿 2 鉇 2以上 異形品 1 針残片 短甲残片 櫛 1 | 方格八乳鏡 1 滑石製刀子 11 土師器壺 1 高坏 35以上 籠目皿 5個分 |

1953年（昭和28年）以前には滑石製剣1・滑石製刀子約70・滑石製鎌片・土師器籠目皿などが出土したという。以上のほか、墳丘からは円筒埴輪・形象埴輪が出土している。

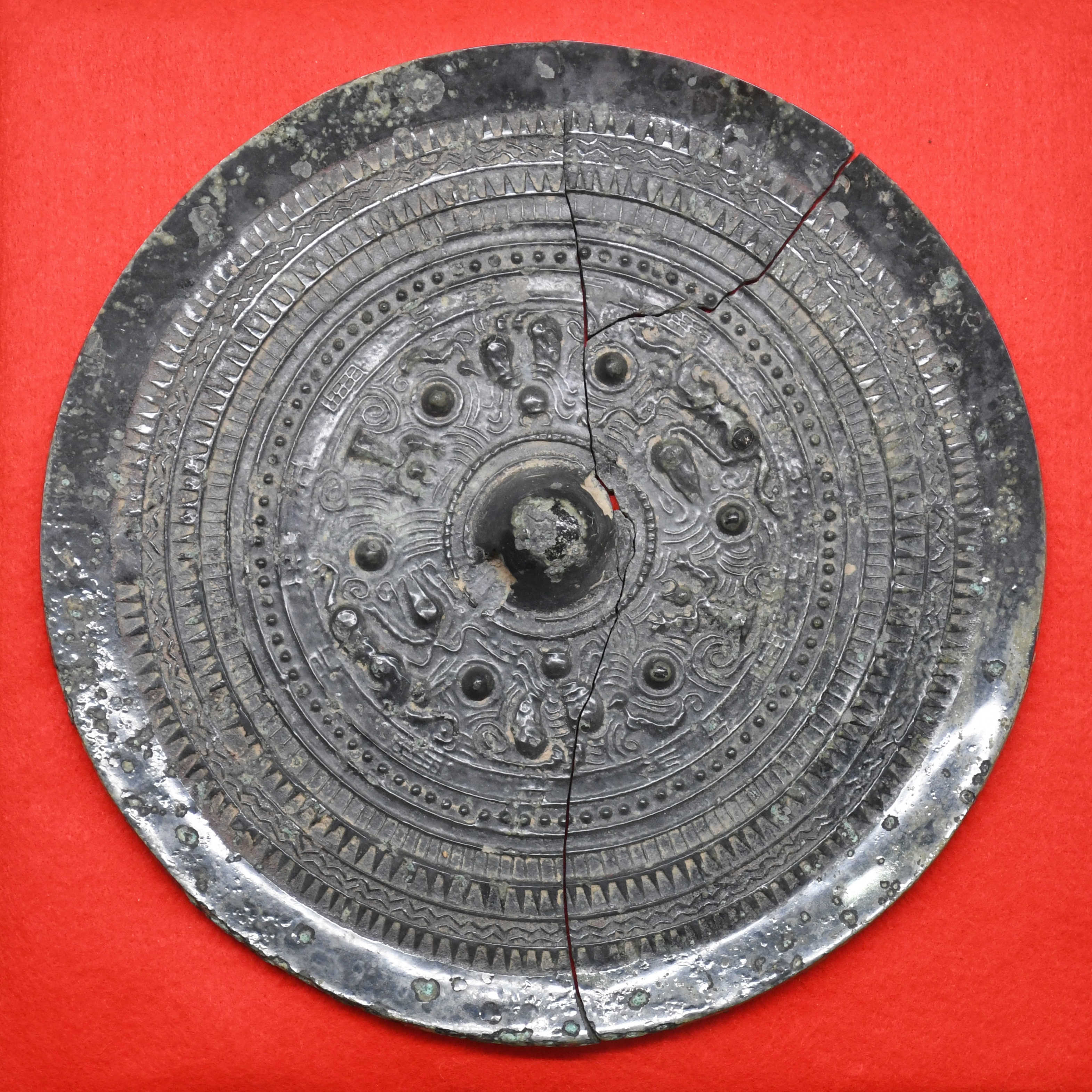
変形二神ニ獣鏡 岡山シティミュージアム企画展示時に撮影。
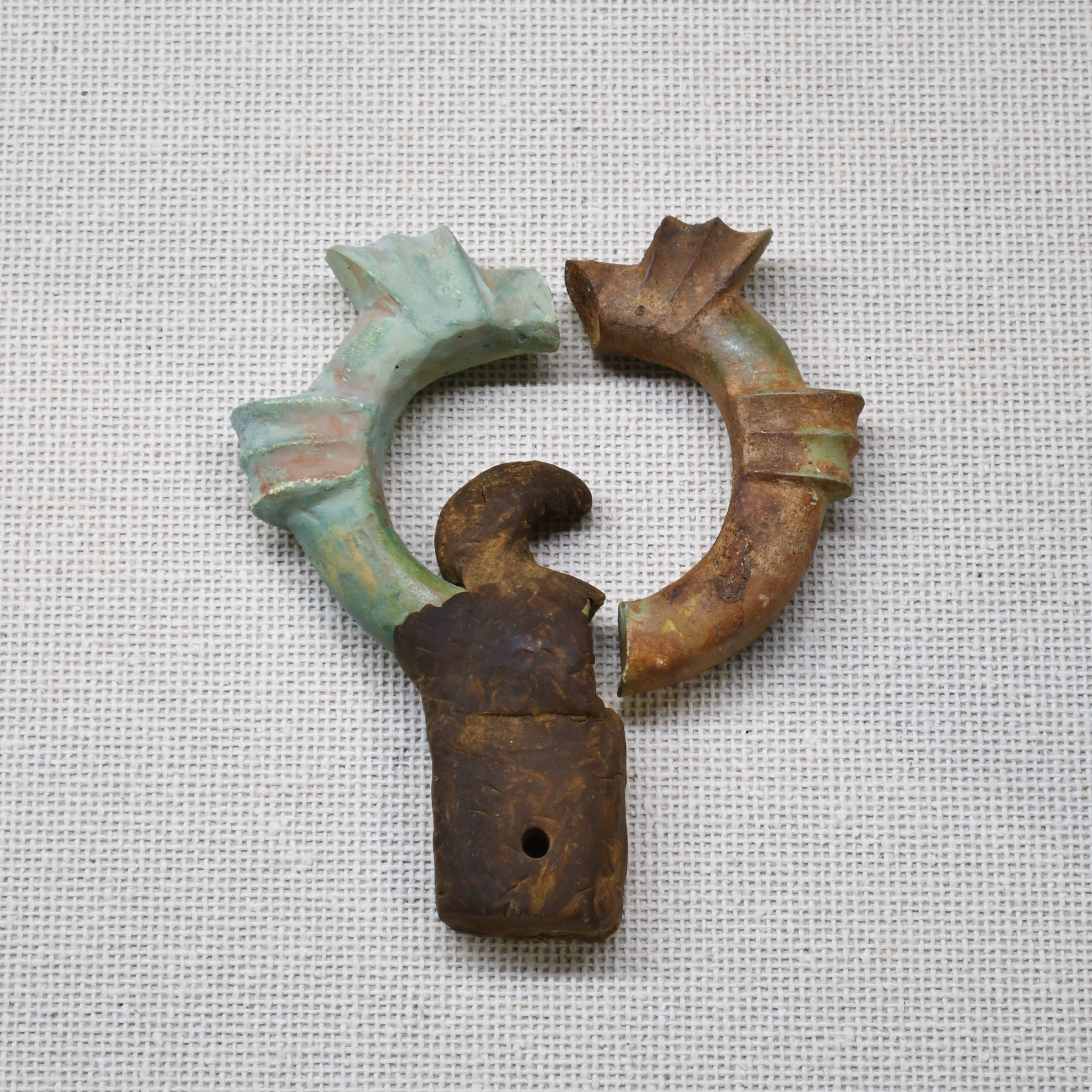
柄頭形石製品 岡山シティミュージアム企画展示時に撮影。
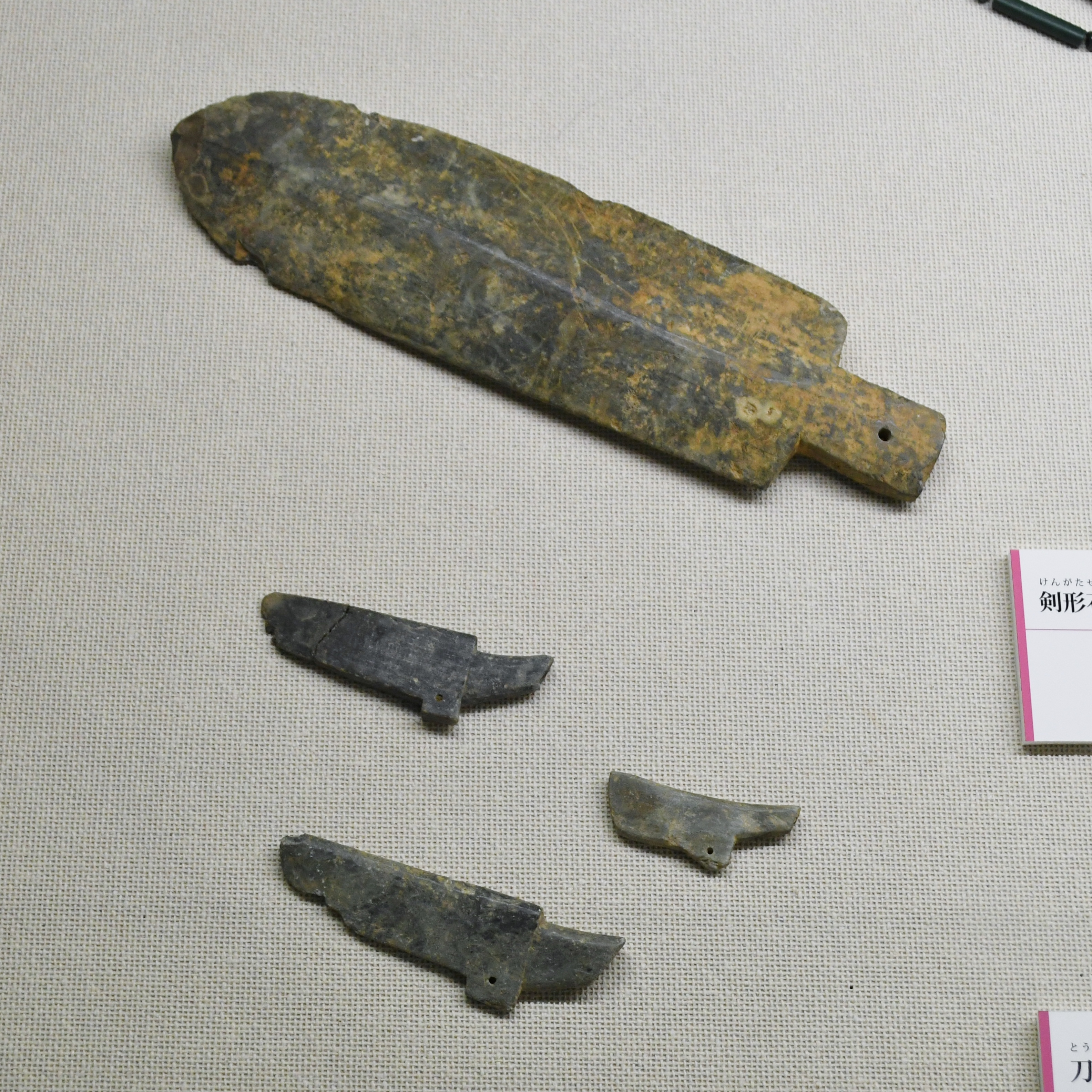
剣形石製品・刀子形石製品 岡山シティミュージアム企画展示時に撮影。
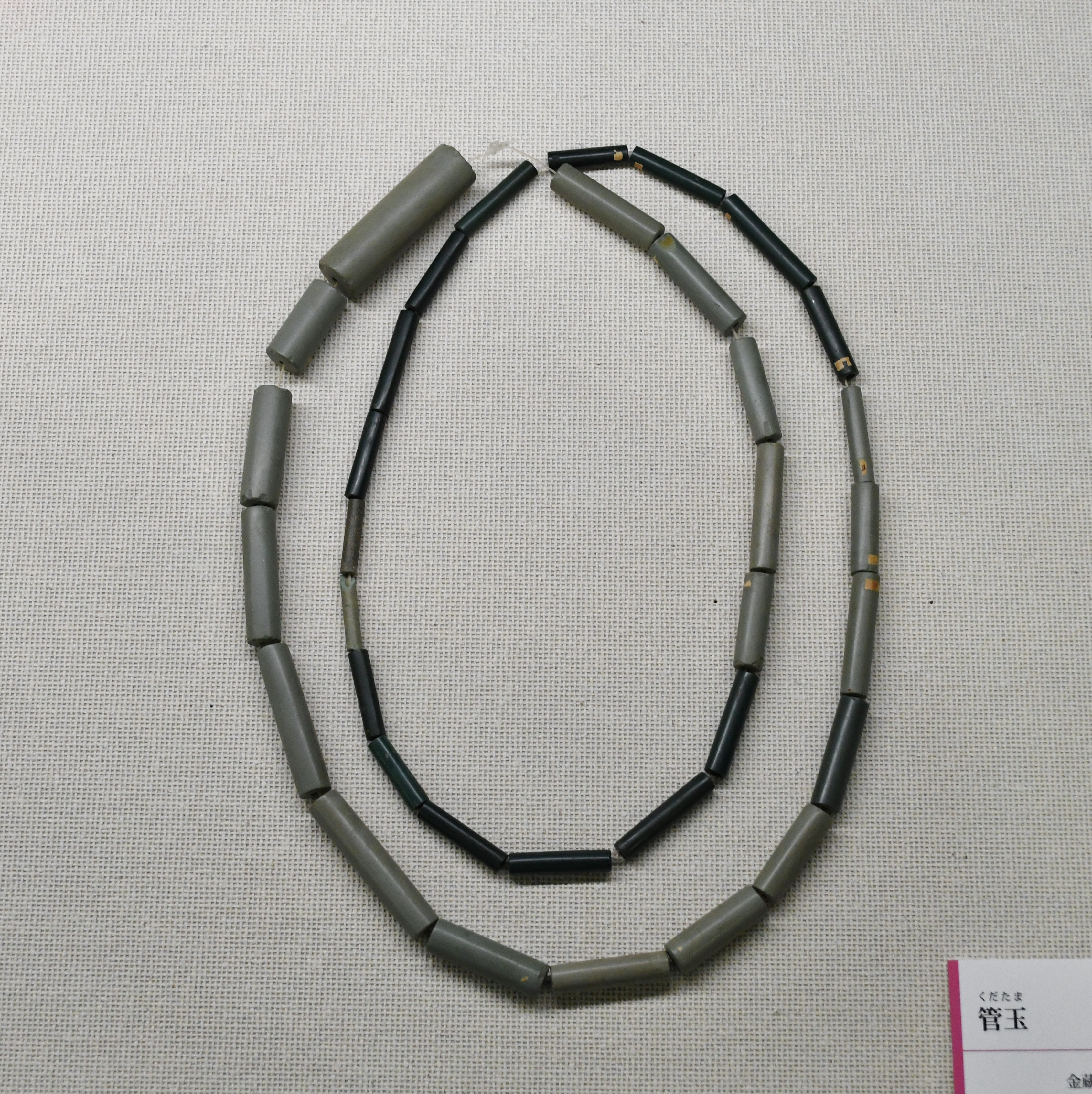
管玉 岡山シティミュージアム企画展示時に撮影。
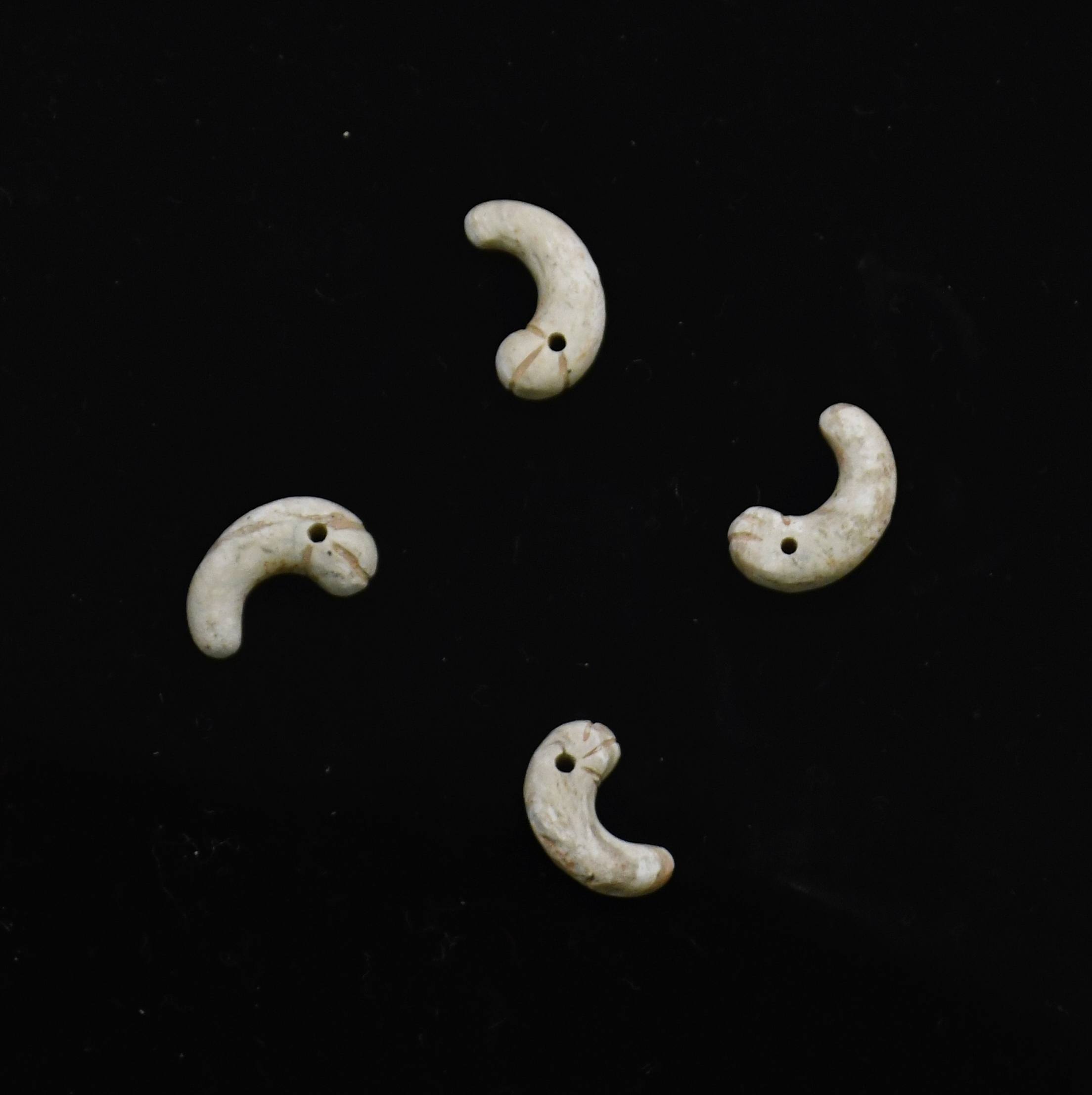
石製勾玉 岡山シティミュージアム企画展示時に撮影。

## 関連施設
- 倉敷考古館（倉敷市中央） - 金蔵山古墳の出土品を保管・展示。

## 関連文献
（記事執筆に使用していない関連文献）
- 西谷真治・鎌木義昌『金蔵山古墳』倉敷考古館〈倉敷考古館研究報告第1冊〉、1959年。
  - 複製：西谷真治・鎌木義昌『金蔵山古墳』木耳社〈倉敷考古館研究報告第1冊〉、1989年。
- 岡山市埋蔵文化財センター 編『金蔵山古墳 -範囲確認発掘調査報告-』岡山市教育委員会、2019年。
- 岡山市埋蔵文化財センター 編『金蔵山古墳 -範囲確認発掘調査報告II-』岡山市教育委員会、2024年。